# Ministère du Logement et de l'Aménagement du territoire
Pour les autres articles nationaux ou selon les autres juridictions, voir ministère du Logement.
Au Grand-Duché de Luxembourg, le ministère du Logement et de l'Aménagement du territoire (en luxembourgeois : Ministère fir Wunnengsbau an Landesplanung et en allemand : Ministerium für Wohnungsbau und Raumordnung) coordonne et met en œuvre la politique générale du logement du pays.
Il est dirigé, depuis le 17 novembre 2023, par le libéral Claude Meisch.

## Missions

### Organisation
Le ministère du Logement et de l'Aménagement du territoire de s'organise de la façon suivante :
- Ministère du Logement et de l'Aménagement du territoire
  - Département du logement, coordonne les plans sectoriels de logement, le contrat d'hébergement, la législation sur les cautions, la construction de logements à des prix abordables, les subventions à la construction de logements et les fonds de logement et la Société nationale des habitations à bon marché;
  - Département de l'aménagement du territoire, veille à la coordination des politiques sectorielles à tous les niveaux ayant une répercussion sur le développement territorial. Cette politique garantie également le respect de l'intérêt général en assurant à l'ensemble de la population des conditions de vie optimales par une mise en valeur et un développement durable de toutes les parties du territoire national.

## Titulaires depuis 1972
| Nom | Nom | Nom                          | Dates du mandat | Dates du mandat | Parti | Gouvernement(s)                                             |
| --- | --- | ---------------------------- | --------------- | --------------- | ----- | ----------------------------------------------------------- |
| |     | Jean-Pierre Büchler (lb)     | 19/09/1972      | 15/06/1974      | CSV   | Werner-Schaus II                                            |
| |     | Benny Berg                   | 15/06/1974      | 16/07/1979      | LSAP  | Thorn-Vouel-Berg                                            |
| |     | Jean Wolter                  | 16/07/1979      | 22/02/1980      | CSV   | Werner-Thorn-Flesch                                         |
| |     | Jacques Santer (par intérim) | 22/02/1980      | 03/03/1980      | CSV   | Werner-Thorn-Flesch                                         |
| |     | Jean Spautz                  | 03/03/1980      | 26/01/1995      | CSV   | Werner-Thorn-Flesch Santer-Poos I, II et III Juncker-Poos I |
| |     | Fernand Boden                | 26/01/1995      | 23/07/2009      | CSV   | Juncker-Poos II Juncker-Polfer Juncker-Asselborn I          |
| |     | Marco Schank                 | 23/07/2009      | 04/12/2013      | CSV   | Juncker-Asselborn II                                        |
| |     | Maggy Nagel                  | 04/12/2013      | 18/12/2015      | DP    | Bettel I                                                    |
| |     | Marc Hansen                  | 18/12/2015      | 05/12/2018      | DP    | Bettel I                                                    |
| |     | Sam Tanson                   | 05/12/2018      | 11/10/2019      | Gréng | Bettel II                                                   |
| |     | Henri Kox                    | 11/10/2019      | 17/11/2023      | Gréng | Bettel II                                                   |
| |     | Claude Meisch                | 17/11/2023      | en cours        | DP    | Frieden                                                     |
| Dans l'intervalle entre deux mandats, le ministre sortant assure la gestion des affaires courantes. Titres successifs : - Depuis 2023 : Logement et Aménagement du territoire |     |                              |                 |                 |       |                                                             |